# Jason Patric
Jason Patric (Queens, 17 de junho, 1966) é um ator norte-americano. Filho do também ator conhecido pelo seu papel do padre Damien Karras em O Exorcista e também em O Exorcista III͵ Jason Miller.

## Filmografia
- Solarbabies (1986)
- The Lost Boys (1987)
- The Beast (1988)
- Denial (1990)
- After Dark, My Sweet (1990)
- Rush (1991)
- Geronimo: An American Legend (1993)
- The Journey of August King (1995)
- Sleepers (1996)
- Speed 2: Cruise Control (1997)
- Incognito (1997)
- Your Friends & Neighbors (1998)
- The Thin Red Line (cenas deletadas) (1998)
- Narc (2002)
- The Alamo (2004)
- Walker Payne (2006)
- Expired (2007)
- In the Valley of Elah (2007)
- Downloading Nancy (2008)
- My Sister's Keeper (2009)
- The Losers (2010)
- Quality time (2010)
- Keyhole (2011)
- Tilda (2011)
- Caveman (2013)
- Powers (2014)
- Ten x ten (2014)
- The outsider (2014)
- The Prince (2014)
- Last call (2012-2014)
- The confines (2014)
- Hotel 33 (2014)